# Maria Teresa de Saboia
Maria Teresa Antonieta Margarida de Saboia (em italiano: Maria Teresa Antonietta Margherita di Savoia; Turim, 31 de janeiro de 1756 — Graz, 2 de junho de 1805), foi uma princesa da Casa de Saboia e esposa de Carlos, Conde de Artois, futuro Carlos X da França, o mais jovem neto de Luís XV da França.

## Biografia
Nascida a 31 de janeiro de 1756 no Palácio Real de Turim, Maria Teresa era filha de Vítor Amadeu III de Saboia, rei da Sardenha, e sua esposa Maria Antônia da Espanha.

### Casamento

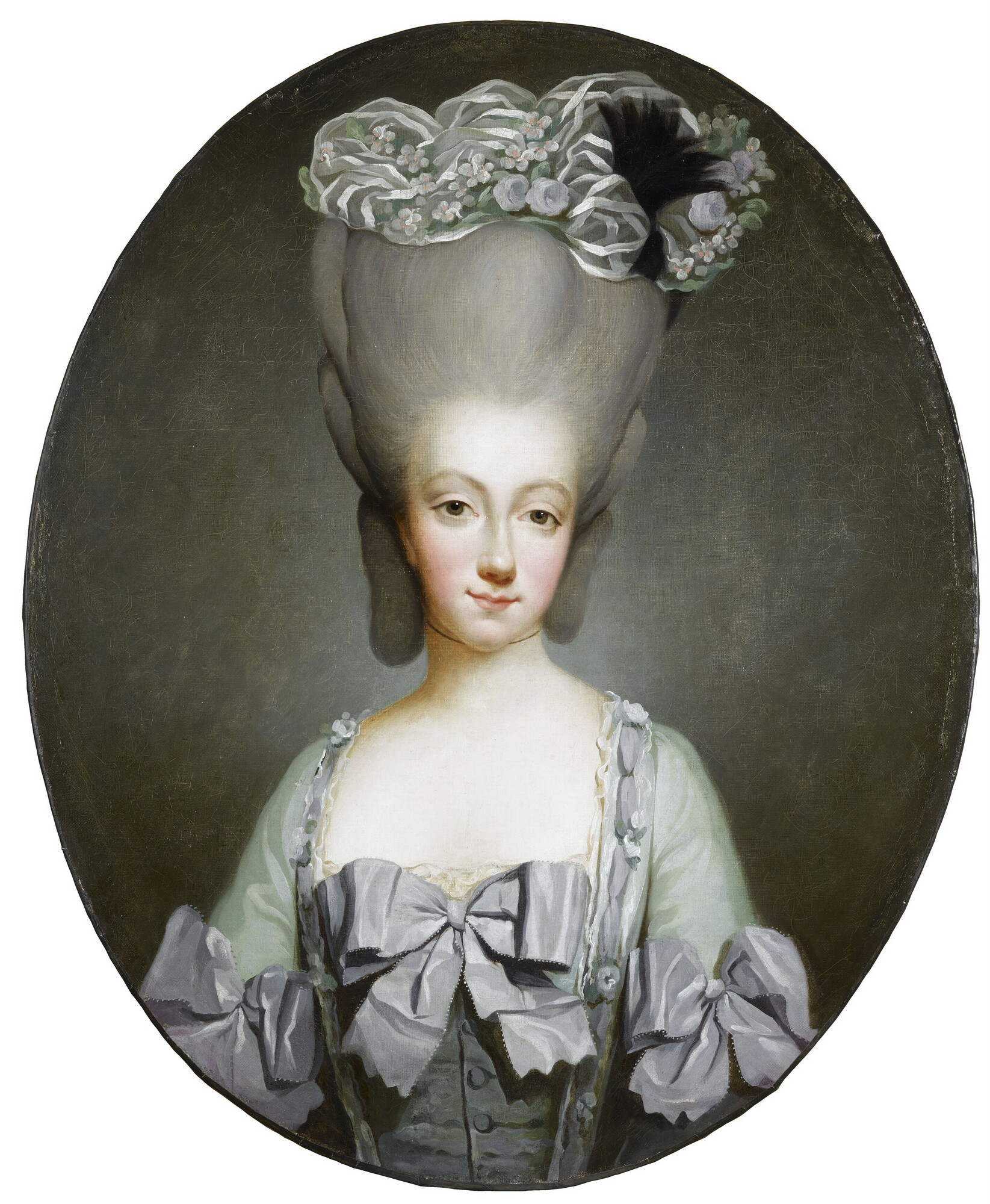
Condessa de Artois
Joseph Ducreux, 1775, Palácio de Versalhes

Casou-se com o Conde de Artois, neto do rei Luís XV da França e irmão mais novo de Luís XVI da França.
Maria Teresa era descrita como diminuta, um tanto mal-formada, desajeitada e de nariz comprido e não era considerada bonita, mas sua tez era geralmente admirada; como pessoa, ela era considerada como "não distinguida em nenhum sentido", mas, no entanto, de bom coração. O Conde Mercy, embaixador austríaco na corte francesa, relatou que ela era taciturna e interessada em absolutamente nada. O irmão de Maria Antonieta, o Sacro-Imperador José II, durante sua visita à França em 1777, relatou que Maria Teresa "era a única na família real a dar à luz filhos, mas em todos os outros aspectos é uma completa idiota."
Cerca de um ano após a chegada de Maria Teresa a Versalhes, ela engravidou de seu primeiro filho, Luís Antônio, Duque de Angolema - ele foi o primeiro filho da nova geração real -, o que foi um acontecimento importante, pois havia a preocupação de a sucessão porque tanto rei Luís XVI quanto o seu irmão Conde de Provença, não tinha filhos, e o nascimento teria sido estressante para Maria Antonieta, na época ansiosa pela consumação de seu casamento.
Antes da reunião dos Estados Gerais, todos os membros da família real francesa foram ridicularizados publicamente por versos difamatórios, nos quais diziam que Maria Teresa teria dado à luz um filho ilegítimo.

### Revolução Francesa

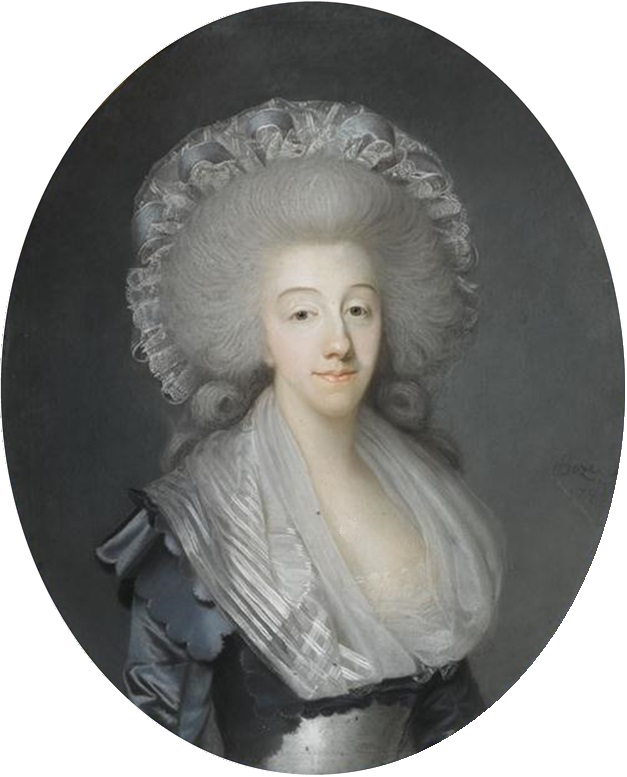
Maria Teresa por Joseph Boze, 1785

Maria Teresa deixou a França com o marido após a Tomada da Bastilha a 14 de julho de 1789, que marcou o início da Revolução Francesa, e se refugiou em sua terra natal de Saboia. Ela partiu uma semana depois seu marido com um séquito de trinta pessoas; a declaração oficial do casal de que eles deveriam retornar na primavera foi questionada.
Quando o marido deixou Saboia em 1791, Maria Teresa nunca mais viu o marido. O Conde de Artois recusou-se a dar-lhe permissão para ficar com ele ou visitá-lo, até mesmo recusando-a a comparecer ao casamento de seu filho, o Duque de Angolema, com Maria Teresa de França. Logo após a partida de seu marido, seus dois filhos também deixaram Saboia para servir no exército francês emigrado. Maria Teresa foi descrita como desolada e profundamente entristecida depois que seu marido e seus filhos a deixarem e, supostamente, cogitou se tornar freira; Ela foi persuadida a não entrar em um convento por sua cunhada Clotilde, que apelou para seu senso de dever para com seus filhos.
Em abril de 1796, quando Saboia foi derrotado pela França de Napoleão Bonaparte durante as campanhas italianas das Guerras Revolucionárias Francesas, Maria Teresa e sua irmã Maria Josefina deixaram Turim para Novara, em paralelo com a partida do marido de Maria Josefina para Verona. Enquanto sua irmã seguia para a Áustria, Maria Teresa aceitou o convite de seu pai para retornar a Turim após a paz entre França e Saboia em maio.
Em dezembro de 1798, quando Piemonte foi anexado pela França, Maria Teresa partiu com sua dama de companhia de Graz na Áustria, onde foi autorizada a permanecer e onde morreu a 2 de junho de 1805 .

## Descendência
De seu matrimônio com Carlos, Conde de Artois (futuro Carlos X da França), tiveram 4 filhos, dos quais apenas 2 chegaram à vida adulta.
- Luís Antônio (6 de agosto de 1775 - 3 de junho de 1844), Duque de Angolema. Casado com Maria Teresa Carlota de França, sem descendência.[1]
- Sofia (5 de agosto de 1776 - 5 de dezembro de 1783), Princesa da França;
- Carlos Fernando (24 de janeiro de 1778 - 14 de fevereiro de 1820), Duque de Berry. Casado com Carolina das Duas Sicílias, com descendência.[1]
- Maria Teresa (6 de janeiro de 1783 - 22 de junho de 1783), Princesa da França;